# Mohamed el-Fílalí
Mohamed el-Fílalí (arabul: محمد الفيلالي); (Marokkó, 1945. július 9. –) marokkói válogatott labdarúgó.

## Pályafutása

### Klubcsapatban
1962 és 1979 között az MC Oujda csapatában játszott.

### A válogatottban
1968 és 1972 között 35 alkalommal szerepelt a marokkói válogatottban és 5 gólt szerzett. Részt vett az 1970-es világbajnokságon, az 1972. évi nyári olimpiai játékokon és az 1972-es Afrika-kupán.

## Sikerei
MC Oujda
- Marokkói bajnok (1): 1974–75

## Külső hivatkozások
- Mohamed el-Fílalí – a FIFA adatbázisában
- Mohamed el-Fílalí adatlapja a worldfootball.net oldalon (angolul)
- Drísz Bámúsz. FootballDatabase.eu
- Mohamed el-Fílalí profilja az Olympedia oldalán (angolul)